# Ons Etten-Leur
Ons Etten-Leur is een lokale politieke partij in Etten-Leur. De partij is in 2000 opgericht door Lia Boeren. Sinds het bestaan zijn er bij elke gemeenteraadsverkiezingen meerdere zetels in de gemeenteraad van Etten-Leur behaald.  Bij de verkiezingen in 2018 werd de partij de derde partij van Etten-Leur. Lijsttrekker Lia Boeren behaalde toen van alle kandidaat-gemeenteraadsleden de meeste stemmen (1.662).

Bij de verkiezingen van 2022 werd Ons Etten-Leur voor het eerst de 2e grootste partij in Etten-Leur, met 3.088 stemmen. Lijsttrekker Denise Huijbregts behaalde van alle kandidaten de meeste stemmen (1.578). Na de coalitieonderhandelingen trad Ons Etten-Leur voor het eerst toe tot de coalitie, samen met het Algemeen Plaatselijk Belang en het CDA. Daarbij mocht het ook voor het eerst in haar geschiedenis een wethouder leveren, zijnde René Verwijmeren.
| Verkiezingsjaar | Aantal zetels |
| --------------- | ------------- |
| 2002            | 2             |
| 2006            | 3             |
| 2010            | 3             |
| 2014            | 3             |
| 2018            | 5             |
| 2022            | 5             |